# Zorkóháza
Zorkóháza (szlovénül: Nedelica) falu Szlovéniában a Muravidéken.
Közigazgatásilag Bántornyához tartozik.

## Fekvése
Muraszombattól 17 km-re, központjától Bántornyától 2 km-re délkeletre a Lendva jobb partján fekszik.

## Története
Első írásos említése 1379-ből származik "Nedelica" néven. 1381-ben "Nedelche", 1389-ben "Nedeliche", 1411-ben "Poss. Nedeneze", 1428-ban "Poss. Medewlche", 1524-ben "Nedelycze" alakban szerepel a korabeli forrásokban. Nemti (Lenti) várának uradalmához tartozott.
Először az Bánffy család alsólindvai (Lendva) ága birtokolta, aztán a Csáky család birtokába jutott. A 19. században a Gyika család birtoka volt.
Fényes Elek szerint " Nedelicse, vagy Zorkóháza, vindus-tót falu, Zala vármegyében, 502 kath. lak. F. u. Gyika. Ut. p. A. Lendva."
1910-ben 804, túlnyomórészt szlovén lakosa volt.
Közigazgatásilag Zala vármegye Alsólendvai járásának része volt. 1919-ben a Szerb–Horvát–Szlovén Királysághoz csatolták, ami tíz évvel később vette fel a Jugoszlávia nevet. 1941-ben a Muramentét a magyar hadsereg visszafoglalta és 1945-ig ismét Magyarország része volt, majd a második világháború befejezése után végleg jugoszláv kézbe került. 1991 óta a független Szlovén Köztársaság része. 2002-ben 579 lakosa volt.

## Nevezetességei
- Kovač-tanya. Štefan Kovač szlovén nemzeti hős szülőháza és emlékmúzeuma. A tanyát 1877-ben építették egy még régebbi ház alapjain. 1938-ban bővítették. 2000-re teljesen felújították. 1973-óta védett műemlék.
- Római kori halomsírok.
- Római út maradványai.
- 1911-ben készített Mária-szobor.